# Diecezja Gumla
Diecezja Gumla – diecezja rzymskokatolicka w Indiach. Została utworzona w 1993 z terenu archidiecezji Ranchi.

## Ordynariusze
- Michael Minj, S.J. † (1993–2004)
- Paul Alois Lakra, † (2006–2021)
- Linus Pingal Ekka, (od 2024)